# TP d'Or 1986
Els premis TP d'Or 1986 foren entregats el 23 de febrer de 1987 en un acte a l'hotel Scala Melià Castilla de Madrid presentat per Julio César Fernández.
| Categoria                  | Programa                    | Persona                | Resultat        |
| -------------------------- | --------------------------- | ---------------------- | --------------- |
| Actor                      | Tristeza de Amor            | Alfredo Landa          | Guanyador       |
| Actor                      | Turno de oficio             | Juan Luis Galiardo     | 2n classificat  |
| Actor                      | Media naranja               | Iñaki Miramón          | 3r classificat  |
| Actriu                     | Media naranja               | Amparo Larrañaga       | Guanyadora      |
| Actriu                     | La comedia musical española | Concha Velasco         | 2a classificada |
| Actriu                     | Tristeza de amor            | Concha Cuetos          | 3a classificada |
| Presentador                | Telediario                  | Manuel Campo Vidal     | Guanyador       |
| Presentador                | Esta noche, Pedro           | Pedro Ruiz Céspedes    | 2n classificat  |
| Presentador                | Entre amigos                | José Luis Moreno       | 3r classificat  |
| Presentadora               | De jueves a jueves          | Mercedes Milà          | Guanyadora      |
| Presentadora               | Telediario                  | Ángeles Caso           | 2a classificada |
| Presentadora               | Telediario                  | Rosa María Mateo Isasi | 3a classificada |
| Personatge més popular     | Entre amigos                | Macario                | Guanyador       |
| Personatge més popular     | Barrio Sésamo               | Espinete               | 2n classificat  |
| Personatge més popular     | Entre amigos                | Rockefeller            | 3r classificat  |
| Sèrie Nacional             | Turno de oficio             | Turno de oficio        | Guanyadora      |
| Sèrie Nacional             | Tristeza de amor            | Tristeza de amor       | 2n classificat  |
| Sèrie Nacional             | Media naranja               | Media naranja          | 3r classificat  |
| Sèrie Estrangera           | Falcon Crest                | Falcon Crest           | Guanyadora      |
| Sèrie Estrangera           | North and South             | North and South        | 2n classificat  |
| Sèrie Estrangera           | Hill Street Blues           | Hill Street Blues      | 3r classificat  |
| Informatius i d'actualitat | Informe semanal             | Informe semanal        | Guanyadora      |
| Informatius i d'actualitat | En portada                  | En portada             | 2n classificat  |
| Informatius i d'actualitat | Vivir cada día              | Vivir cada día         | 3r classificat  |
| Divulgatiu i cultural      | Más vale prevenir           | Más vale prevenir      | Guanyadora      |
| Divulgatiu i cultural      | Consumo                     | Consumo                | 2n classificat  |
| Divulgatiu i cultural      | A vista de pájaro           | A vista de pájaro      | 3r classificat  |
| Infantil i juvenil         | La bola de cristal          | La bola de cristal     | Guanyadora      |
| Infantil i juvenil         | Barrio Sésamo               | Barrio Sésamo          | 2n classificat  |
| Infantil i juvenil         | El Kiosko                   | El Kiosko              | 3r classificat  |
| Musical i entreteniment    | Tocata                      | Tocata                 | Guanyadora      |
| Musical i entreteniment    | Entre amigos                | Entre amigos           | 2n classificat  |
| Musical i entreteniment    | Fin de siglo                | Fin de siglo           | 3r classificat  |
| Anunci                     | El Corte Inglés             | El Corte Inglés        | Guanyadora      |
| Anunci                     | Freixenet                   | Freixenet              | 2n classificat  |
| Anunci                     | Codorníu                    | Codorníu               | 3r classificat  |